# Třída Tamandaré
Třída Tamandaré je třída fregat brazilského námořnictva. Plánována je stavba celkem čtyř jednotek této třídy. Plavidla patřící rodině válečných lodí typu MEKO z Německa, které třídu označují právě jako MEKO A-100MB. Do služby mají vstupovat v letech 2025–2029.

## Stavba

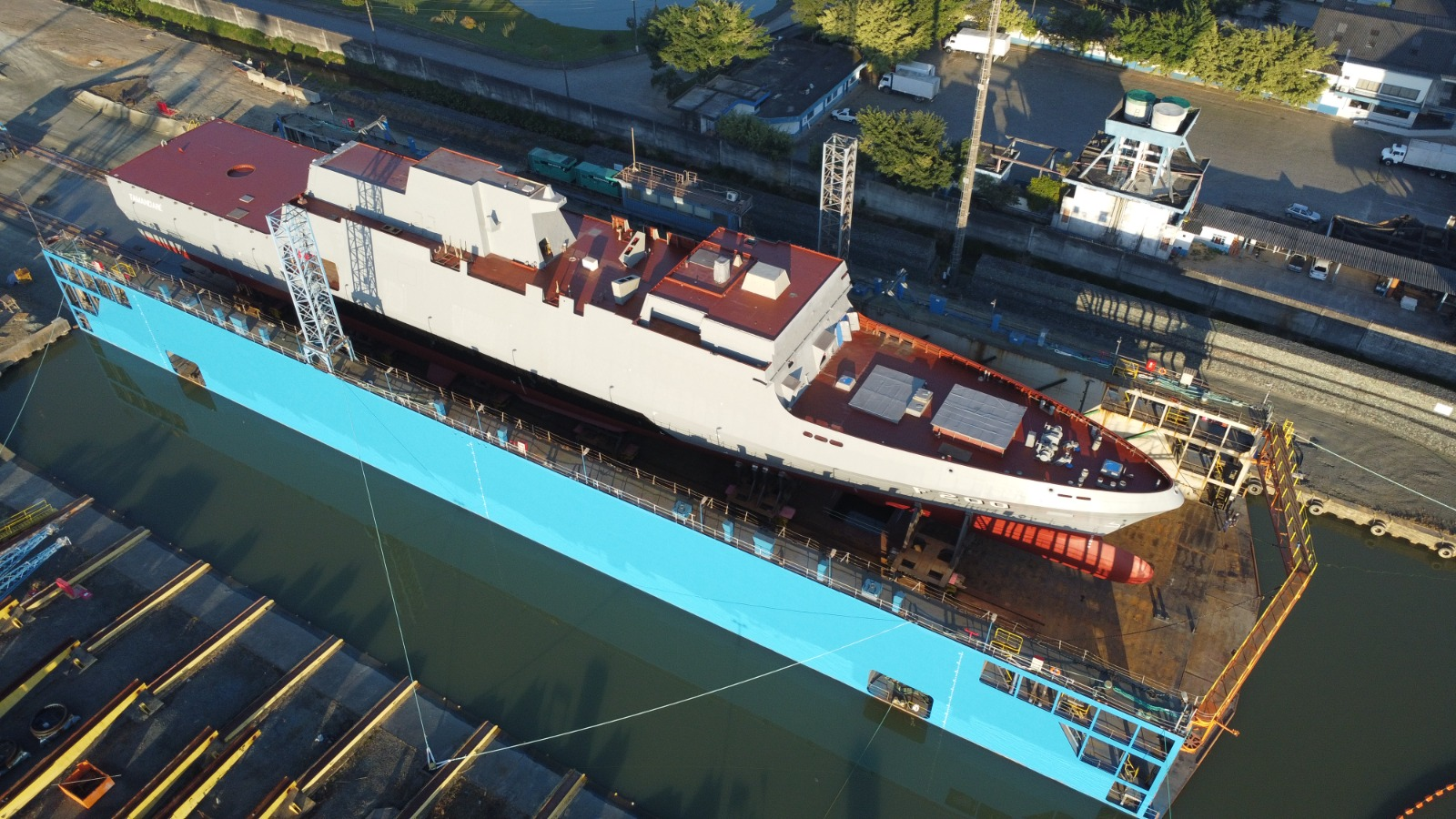
Rozestavěná korveta Tamandaré

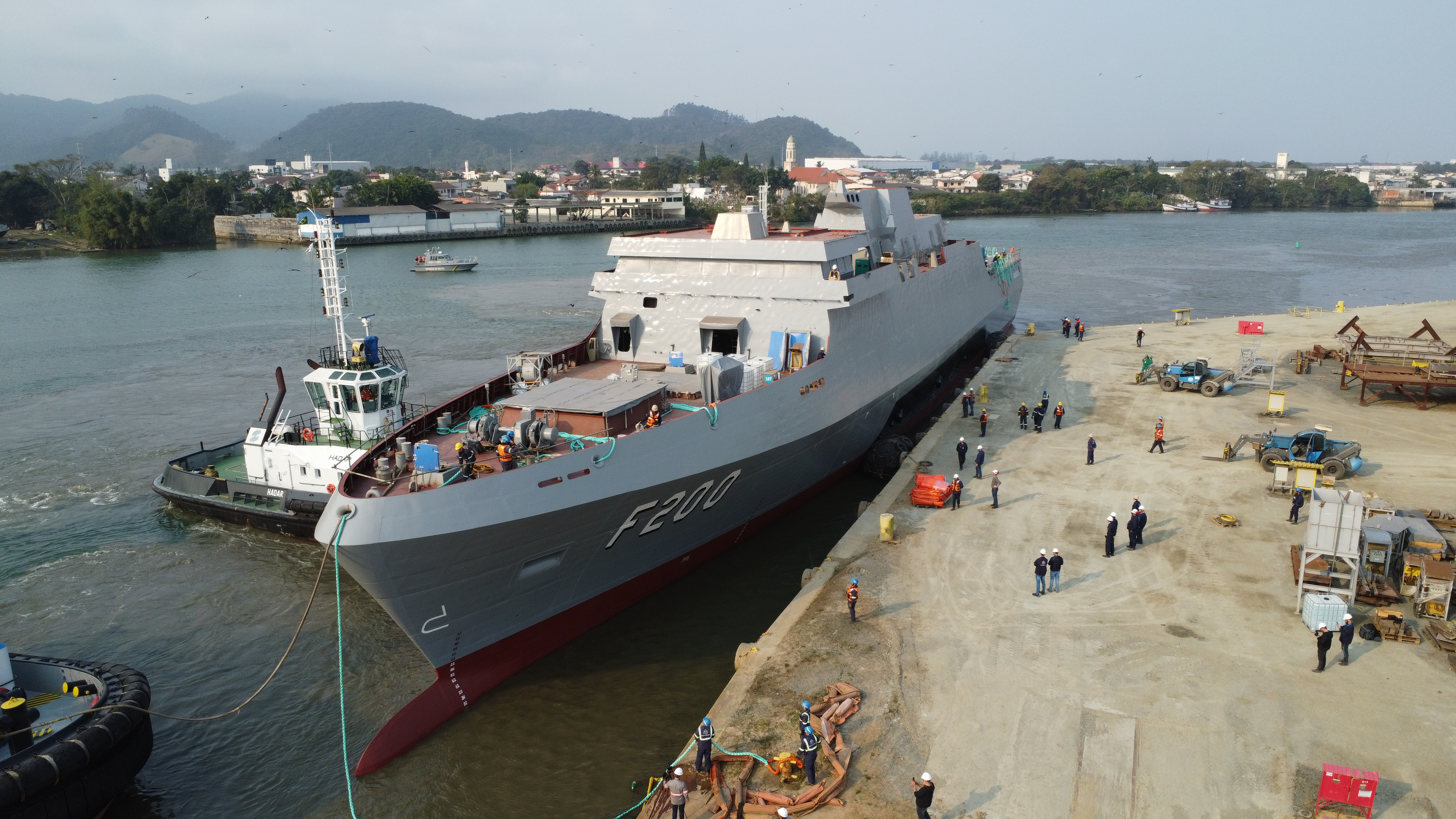
Tamandaré po spuštění na vodu v srpnu 2024

Brazilské loděnice mají postavit celkem čtyři fregaty této třídy. V prosinci 2017 brazilská vláda vyzvala zájemce o stavbu fregat k podání nabídek (RFP – Request for Proposals). Do programu plánuje investovat 1,6 miliardy dolarů.
Zájem o soutěž projevilo devět zájemců (všichni ve spolupráci s místními podniky): BAE Systems se pravděpodobně účastní s derivátem vyvíjeného Typu 31, ThyssenKrupp Marine Systems (TKMS) s typovou řadou MEKO a Damen Group s typovou řadou Sigma 10514. Dále se účastní italská loděnice Fincantieri, francouzská Naval Group, indické Garden Reach Shipbuilders & Engineers (GRSE) s variantou třídy Kamorta a Goa Shipyard Limited a konečně ukrajinské loděnice Ukrinmaš a STM. V říjnu 2018 bylo oznámeno, že do zúženého výběru se dostaly čtyři nabídky (konsorcia vedená společnostmi TKMS, Damen Group, Fincantieri a Naval Group).
V březnu 2019 bylo oznámeno, že ze všech nabídek bylo vybráno konsorcium Águas Azuis Consortium (TKMS, Embraer Defense & Security a Atech) nabízející derivát fregat německé typové řady MEKO A-100. Stavbu zajišťuje brazilská loděnice Emgepron. Plavidla mají do služby vstoupit v letech 2025–2028. Stavba plavidel začala roku 2022. Kýl prototypové korvety Tamandaré byl založen v březnu 2023 a druhé jednotky Jerônimo de Albuquerque v červnu 2024.
Tamandaré byla na vodu spuštěna 9. srpna 2024 v loděnici Thyssenkrupp Estaleiro Brasil Sul (tkEBS) v Itajaí ve státě Santa Catarina. Ceremoniálu se mimo jiné účastnili prezident Luiz Inácio Lula da Silva, ministr obrany José Mucio Monteiro a velitel brazilského námořnictva admirál Marcos Sampaio Olsen. První řezání oceli na třetí jednotku proběhlo 18. listopadu 2024.
Jednotky třídy Tamandaré:
| Jméno                          | Založení kýlu   | Spuštěna      | Vstup do služby | Status    |
| ------------------------------ | --------------- | ------------- | --------------- | --------- |
| Tamandaré (F200)               | 24. března 2023 | 9. srpna 2024 |                 | ve stavbě |
| Jerônimo de Albuquerque (F201) | 6. června 2024  | 8. srpna 2025 |                 | ve stavbě |
| Cunha Moreira (F202)           | 5. června 2025  |               |                 | ve stavbě |
| Mariz e Barros (F203)          |                 |               |                 | ve stavbě |

## Konstrukce
Součástí vybavení je AESA radar Hensoldt TRS-4D a sonar Atlas ASO 713. Hlavňovou výzbroj bude tvořit 76mm kanón OTO Melara Super Rapid v dělové věži na přídi a 30mm kanón v dálkově ovládané stanici Rheinmetall Sea Snake věžičce na střeše hangáru. Hlavní údernou výzbrojí plavidel bude až osm protilodních střel MANSUP (ekvivalent francouzských Exocetů). Dále ponesou dvanáct vertikálních vypouštěcích sil pro protiletadlové řízené střely Sea Captor. Na palubě budou rovněž dva trojité 324mm protiponorkové torpédomety Mk.54 pro lehká protiponorková torpéda. Fregaty ponesou jeden protiponorkový vrtulník, pro jehož uskladnění budou vybaveny hangárem.
Pohonný systém tvoří čtyři diesely MAN 12V 28/33D STC pohánějící dva lodní šrouby. Energii dodají čtyři dieselgenerátory Caterpillar C32. Plánovaná nejvyšší rychlost je 28 uzlů. Ekonomická rychlost bude 14 uzlů. Dosah je 5500 námořních mil.